# Carlos Patrón
Carlos Patrón (Lima, Provincia de Lima, Perú, 30 de marzo de 1993) es un futbolista peruano. Juega de defensa y actualmente está sin equipo. Tiene 31 años.

## Trayectoria
Comenzó su carrera en las divisiones menores de Universitario de Deportes y en el año 2012 fue ascendido al primer equipo de la «U». Hizo su debut oficial en primera división el 19 de febrero de 2012 ante Inti Gas Deportes. En ese mismo año formó parte del equipo de Universitario de Deportes sub-20 que participó en la Copa Libertadores Sub-20 realizada en el Perú.

## Selección nacional
Ha sido internacional con la selección de fútbol del Perú en la categoría sub-20, con la cual disputó el Campeonato Sudamericano de Fútbol Sub-20 de 2013 realizado en Argentina.

## Clubes
| Club                      | País | Año         |
| ------------------------- | ---- | ----------- |
| Universitario de Deportes | Perú | 2012 - 2013 |
| Juan Aurich               | Perú | 2014        |
| Sportivo Cariocos         | Perú | 2014        |